# Ready for the Real Life
Ready for the Real Life — шестой студийный альбом немецкой поп-рок-группы Fools Garden 2005 года, а также первый альбом, вышедший с новым составом группы и с новым названием (без апострофа). Также это первый альбом, выпущенный на собственном лейбле группы Lemonade Music.
Для продвижения альбома были выпущены синглы «Does Anybody Know? / Welcome Sun» и «Cold».

## Предыстория
Выходу альбома предшествовал сложный этап в истории группы: раз за разом совершая неудачные попытки повторить успех своего второго студийного альбома Dish of the Day, коллектив столкнулся с творческим кризисом и разногласиями между участниками, достигшими своего апогея в 2003 году, когда вышел их пятый альбом 25 Miles to Kissimmee. В итоге группу покинули клавишник Роланд Рёль, басист Томас Мангольд и ударник Ральф Вохеле. Фолькер Хинкель и Петер Фройденталер остались вдвоём с твёрдыми намерениями продолжить выпускать музыку. Однако в связи с фактическим распадом коллектива и его негативной репутацией в плане выпуска коммерчески успешного материала, Polydor отказался дальше сотрудничать с дуэтом. Поэтому два музыканта основали свой собственный лейбл Lemonade Music и для продолжения концертной деятельности пригласили в группу гитариста Габриэля Хольца, басиста Дирка Блюмлейна и барабанщика Клауса Мюллера. Последние два музыканта с 2002 года сотрудничали с Фолькером Хинкелем в рамках его сольного проекта Hinkel. Фактически дав группе второе рождение, музыканты решили отразить это и в названии: все последующие релизы будут выпускаться под авторством Fools Garden (без апострофа).

## Об альбоме
В рецензии на альбом от журнала Online Musik Magazin отмечаются перемены в звучании группы, связанные с заменой клавишника на дополнительного гитариста. В целом, альбом получил положительную оценку, рецензент сравнивает этот альбом с путешествием во времени от шестидесятых годов до времени выхода альбома. Хинкель и Фройденталер явно вдохновлялись исполнителями 1960-х, 1970-х и 1980-х годов, что сделало альбом приятным для прослушивания, так как музыка звучит очень знакомо. Открывающая альбом песня «Welcome Sun» является явной отсылкой к песне «Here Comes the Sun» от The Beatles, а «Peter Is Riding His Horse» могла бы «практически незаметно быть включенной в переиздание Sgt. Pepper’s Lonely Hearts Club Band или Magical Mystery Tour» из-за соответствия гармонии, композиции и аранжировки.
В песне «Cook It A While» прослеживается явное влияние британской поп-музыки шестидесятых годов, а в «Daihaminkay» — семидесятых. На создание песни «Cold» могла повлиять немецкая группа Münchener Freiheit, а в «Jeannie Is Dancing With The Sun» прослеживается очевидное влияние The Kinks. «Comedy Song» является гротескной самоироничной пародией группы на саму себя. Альбом завершает переизданная версия песни «Dreaming» 2004 года, изначально присутствовавшая в трек-листе 25 Miles to Kissimmee.

## Список композиций
| №                   | Название                          | Автор(ы)                                            | Длительность |
| ------------------- | --------------------------------- | --------------------------------------------------- | ------------ |
| 1.                  | «Welcome Sun»                     | Фолькер Хинкель, Петер Фройденталер                 | 4:22         |
| 2.                  | «Cook It A While»                 | Фолькер Хинкель, Петер Фройденталер                 | 3:24         |
| 3.                  | «Comedy Song»                     | Фолькер Хинкель, Петер Фройденталер                 | 3:05         |
| 4.                  | «Daihaminkay»                     | Фолькер Хинкель, Петер Фройденталер                 | 4:30         |
| 5.                  | «Cold»                            | Фолькер Хинкель, Петер Фройденталер                 | 4:57         |
| 6.                  | «Does Anybody Know?»              | Фолькер Хинкель, Петер Фройденталер                 | 4:11         |
| 7.                  | «Jeannie Is Dancing With The Sun» | Фолькер Хинкель, Петер Фройденталер                 | 3:44         |
| 8.                  | «Man Of Devotion»                 | Фолькер Хинкель, Петер Фройденталер                 | 3:03         |
| 9.                  | «Rain»                            | Фолькер Хинкель, Петер Фройденталер                 | 3:50         |
| 10.                 | «Count On Me»                     | Фолькер Хинкель, Петер Фройденталер, Габриэль Хольц | 3:37         |
| 11.                 | «Life»                            | Фолькер Хинкель, Петер Фройденталер                 | 4:35         |
| 12.                 | «Peter Is Riding His Horse»       | Фолькер Хинкель, Петер Фройденталер                 | 7:36         |
| 13.                 | «Dreaming» (2004 Version)         | Фолькер Хинкель, Петер Фройденталер                 | 3:45         |
| Общая длительность: | Общая длительность:               | Общая длительность:                                 | 54:44        |

## В записи участвовали
- Петер Фройденталер — вокал, клавишные
- Фолькер Хинкель — гитара
- Габриэль Хольц — гитара
- Дирк Блюмлейн — бас-гитара
- Клаус Мюллер — ударные